# Navid Kermani

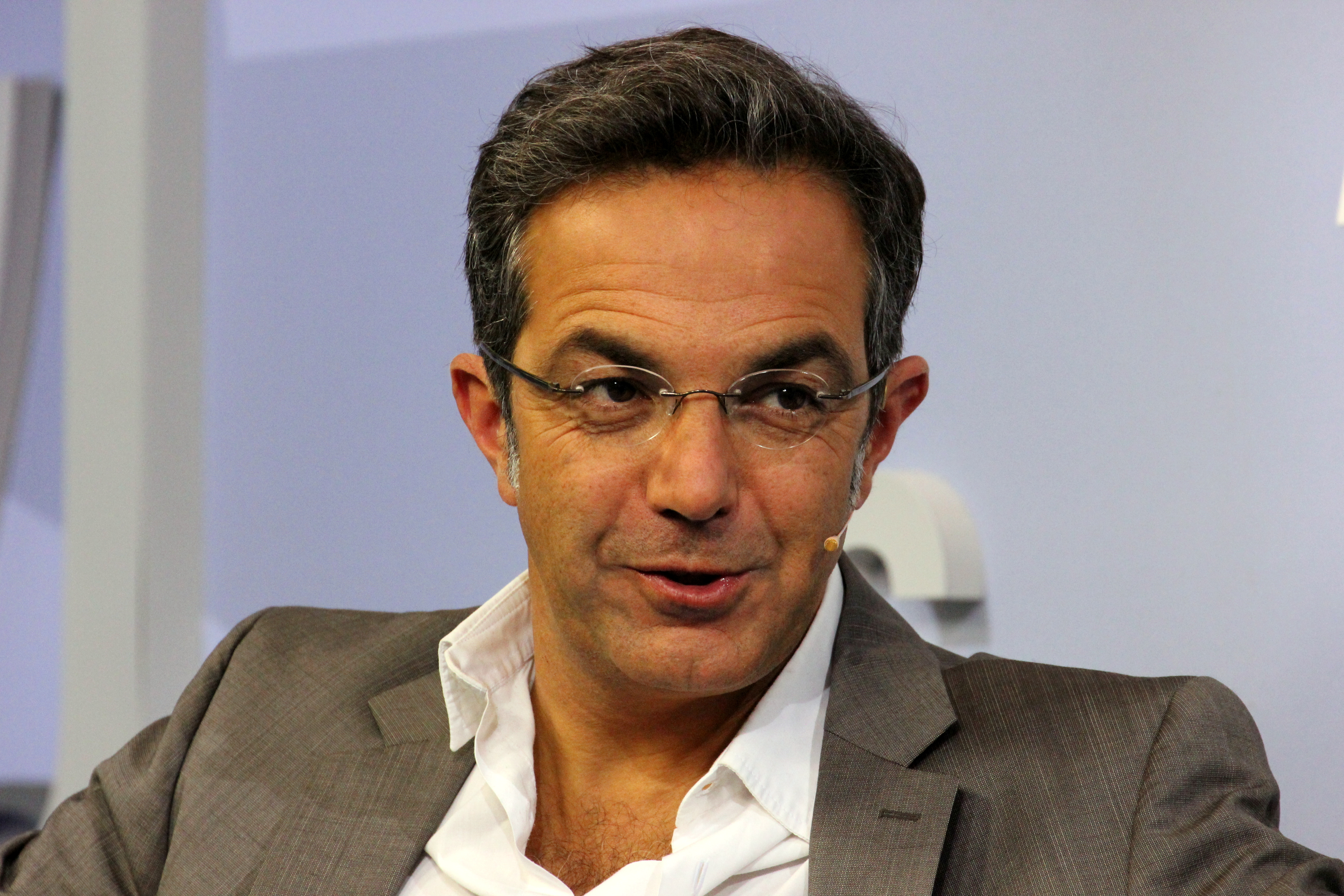
Navid Kermani (2015)

Navid Kermani (persisch نوید کرمانی, * 27. November 1967 in Siegen) ist ein deutscher Schriftsteller, Reporter, Publizist und habilitierter Orientalist. Er gilt als einer der einflussreichsten Intellektuellen in Deutschland. Sein literarisches Schaffen widmet sich vor allem menschlichen Grenzerfahrungen angesichts des Todes, dem Alltag, den Religionen, Erfahrungen mit der Musik oder der Sexualität. Sein wissenschaftliches Werk setzt sich insbesondere mit dem Koran und der islamischen Mystik auseinander. 2015 erhielt Kermani den Friedenspreis des Deutschen Buchhandels.

## Familie und Privates
Kermani wurde als vierter Sohn iranischer Eltern geboren, die im Jahr 1959 in die Bundesrepublik Deutschland eingewandert waren. Sein Vater war Arzt und arbeitete im katholischen St.-Marien-Krankenhaus Siegen, Kermanis drei ältere Brüder sind ebenfalls praktizierende Ärzte. Navid Kermani hat die deutsche und die iranische Staatsbürgerschaft. Er wuchs in der vom Protestantismus geprägten Stadt Siegen auf und besuchte dort das Fürst-Johann-Moritz-Gymnasium und das Gymnasium am Rosterberg (heutiges Peter-Paul-Rubens-Gymnasium). Nach dem Abitur hospitierte er bei Roberto Ciulli am Theater an der Ruhr in Mülheim, bevor er zum Studium nach Köln zog. 
Bis 2020 war er mit der Islamwissenschaftlerin Katajun Amirpur verheiratet; sie sind Eltern von zwei Töchtern.

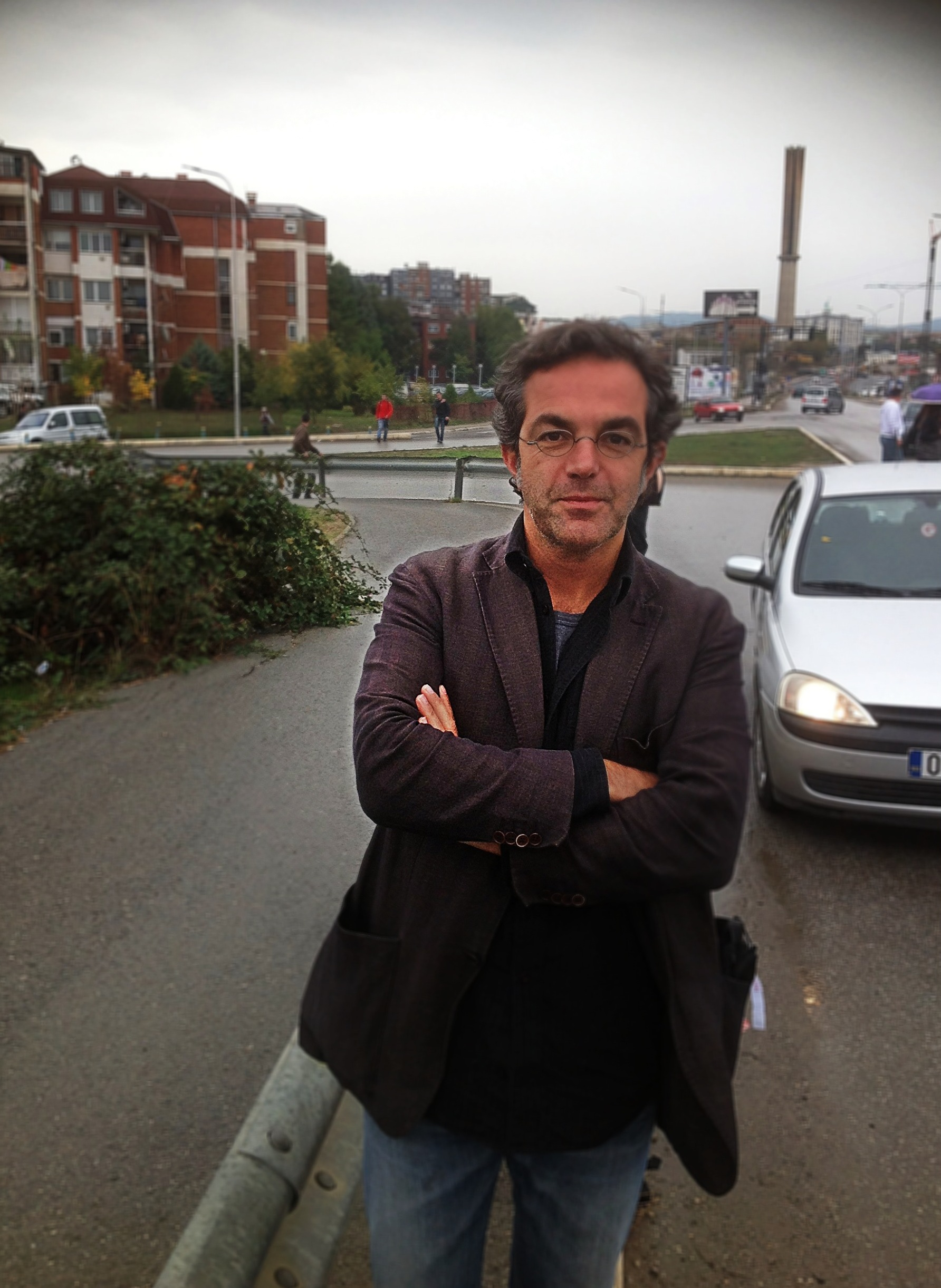
Navid Kermani in Priština (2013)

## Wissenschaftlicher Werdegang
Kermani studierte Orientalistik, Philosophie und Theaterwissenschaft in Köln, Kairo und Bonn. In den Semesterferien arbeitete er als Regieassistent und später als Dramaturg am Schauspiel Frankfurt und am Theater an der Ruhr. Seine Magisterarbeit schrieb Kermani 1993 an der Universität Bonn (Betreuer: Stefan Wild und Monika Gronke) über den verfolgten ägyptischen Koranwissenschaftler Nasr Hamid Abu Zaid, den er später auch in Kairo traf und der zu einer prägenden Figur für Kermanis religiöses Denken wurde. Unterstützt von der Studienstiftung des deutschen Volkes verfasste er eine Dissertation mit dem Titel Gott ist schön. Damit wurde er 1998 im Fach Orientalistik an der Rheinischen Friedrich-Wilhelms-Universität in Bonn unter der Betreuung des Arabisten Stefan Wild und der Iranistin Monika Gronke promoviert; 2006 habilitierte er sich im Fach Orientalistik mit der Schrift Der Schrecken Gottes – Attar, Hiob und die metaphysische Revolte. Von 2000 bis 2003 war Kermani Long Term Fellow am Wissenschaftskolleg zu Berlin und leitete in dieser Zeit den Arbeitskreis Moderne und Islam. Initiiert wurden mehrere internationale Forschungsvorhaben, darunter das Projekt Jüdische und islamische Hermeneutik als Kulturkritik. Daraus ist der Vorschlag für eine Jüdisch-Islamische Akademie in Berlin erwachsen. Mit dem Buch der von Neil Young Getöteten trat Kermani 2002 erstmals als Schriftsteller in Erscheinung. 2003 verließ Kermani das Wissenschaftskolleg, um nach Köln zurückzukehren, wo er seither als freier Schriftsteller im Eigelsteinviertel unweit des Ebertplatzes lebt.
Auf Kermanis Idee aus dem Jahre 2007 – zusammen mit dem Intendanten des Hauses der Kulturen der Welt in Berlin, Bernd M. Scherer – geht die am 27. Oktober 2012 in Köln eröffnete Akademie der Künste der Welt zurück.

## Publizistischer Werdegang
Bereits als Schüler im Alter von fünfzehn Jahren arbeitete Kermani als freier Mitarbeiter für die Lokalredaktion der Westfälischen Rundschau. Während seines Hochschulstudiums schrieb er für überregionale deutsche Zeitungen und war von 1996 bis 2000 fester Autor im Feuilleton der Frankfurter Allgemeinen Zeitung.
Kermani ist seit 2006 mit dem Schriftsteller Guy Helminger Gastgeber des Literarischen Salons im Kölner Stadtgarten. Das Jahr 2008 verbrachte er an der Villa Massimo in Rom. Seit 2012 leitet er mit dem Dramaturgen Carl Hegemann das „Herzzentrum“ am Hamburger Thalia Theater.
In den Themen seiner literarischen Arbeit kreist Kermani um menschliche Grenzerfahrungen angesichts des Todes, im Alltag, der Erfahrung der Musik oder der Sexualität. Seine Romane und Prosabücher bewegen sich an der Grenze zwischen Autobiografie und Fiktion. Kermanis wissenschaftliche Schwerpunkte liegen in der Ästhetik des Korans und der islamischen Mystik. Kermani ist auch als Reporter aus den Krisengebieten der Welt bekannt geworden. Im September 2014 berichtete er für das Nachrichtenmagazin Der Spiegel aus dem Irak; im Oktober 2015 reiste er den Flüchtlingen auf deren Route in umgekehrter Richtung von Budapest in die Türkei entgegen. Viele seiner Reportagen, die er vor allem für die Frankfurter Allgemeine Zeitung, das Nachrichtenmagazin Der Spiegel und die Wochenzeitung DIE ZEIT geschrieben hat, erschienen in erweiterten Fassungen auch als Bücher und wurden Bestseller. Mit dem von seinem Vater Djavad Kermani gegründeten Hilfswerk Avicenna hat Kermani nach der Rückkehr von Reportagenreisen Spendenaktionen für Hilfsprojekte in Aceh (Indonesien), auf Lesbos, in Madagaskar und in Tigray initiiert. Kermanis Bücher sind in zahlreiche Sprachen übersetzt. In seinen öffentlichen Stellungnahmen und Reden nimmt Kermani immer wieder Stellung zu Fragen der Gesellschaft, Politik, Religion. Jan Werner Müller bezeichnete ihn in der New York Review of Books als eine der anregendsten intellektuellen Stimmen Deutschlands.
Von 2009 bis 2012 war Kermani Senior Fellow am Kulturwissenschaftlichen Institut Essen (KWI). 2009 wurde Navid Kermani außerdem zum Korrespondierenden Mitglied der Akademie der Wissenschaften in Hamburg ernannt. Im Sommersemester 2010 war Kermani Gastdozent für Poetik an der Johann Wolfgang Goethe-Universität Frankfurt am Main und hielt damit die Frankfurter Poetik-Vorlesungen, die später als Buch unter dem Titel Über den Zufall. Jean Paul, Hölderlin und der Roman, den ich schreibe erschienen sind. Im Wintersemester 2011/12 hielt er die Göttinger Poetikvorlesungen, 2014 die Mainzer Poetikvorlesungen. Im Sommersemester 2013 war er Gastprofessor für Ideengeschichte des Islam an der Goethe-Universität Frankfurt. Im Frühjahr 2014 lehrte er als Max Kade Distinguished Visiting Professor deutsche Literatur am Dartmouth College in den Vereinigten Staaten. Von 2017 bis 2020 lehrte Kermani als Gastprofessor Literarisches Schreiben an der Kunsthochschule für Medien in Köln.
Zum 1. Januar 2022 wurde Kermani als exklusiver Autor der Wochenzeitung Die Zeit verpflichtet. Am 22. Oktober 2023 las Kermani in der Berliner Philharmonie bei einem Konzert des Deutschen Symphonie-Orchesters Berlin unter Robin Ticciati Texte zu Beethovens Neunter Symphonie.

## Übersicht des religionswissenschaftlichen Werks und Charakterisierung durch Klaus von Stosch
Der Bonner komparative Theologe Klaus von Stosch, seit Wintersemester 2021/2022 Inhaber des Lehrstuhls für Systematische Theologie an der Rheinischen Friedrich-Wilhelms-Universität Bonn, kennt das religionswissenschaftliche Werk Kermanis seit Anbeginn und ordnet es folgendermaßen ein:
Auch wenn sich Kermani nicht als Theologe versteht, geht er in seinen islam- und religionswissenschaftlichen Texten deutlich über eine rein deskriptive Haltung hinaus. Die Texte sind an vielen Stellen ein Plädoyer für einen neuen Umgang mit dem Koran und der muslimischen Tradition, aber auch für einen umfassenderen Blick auf andere Religionen. Sie betonen den mystischen Erfahrungsbezug der Religionen und nähern sich diesem gerne auf ästhetischer Ebene. Dabei geht es ihm nicht nur um die für die Mystik so bedeutsame Vereinigung des Menschen mit Gott und die damit verbundenen Assoziationen von Liebe und Glück. Es geht ihm auch um die Herrlichkeit und den Schrecken Gottes, eben um alle Seiten seines unaussprechlichen Geheimnisses. Theologisch gesehen ist Kermani also in einem ganz klassischen Sinne die Einheit Gottes und die Einheit allen Seins wichtig. Alles kommt aus dem Einen und kehrt zu ihm zurück – wie der Atem des Menschen. Damit muss er aber auch alles mit Gott und seiner Wirklichkeit zusammenbringen und kann die Abgründe und Risse der Wirklichkeit nicht von dem Geheimnis Gottes fernhalten. Das Ringen um die aus diesem Ansatz entspringende Ambiguität Gottes und der Wirklichkeit prägt Kermanis Schaffen. Sein Plädoyer gegen jede Reduzierung Gottes auf eine Legitimation für politische Strategien oder auf menschliche Wunschvorstellungen prägt sein theologisches Anliegen.
Kermanis erster islamwissenschaftlicher Text erschien 1996. Es handelt sich um seine Magisterarbeit, in der er erste Grundlagen seines Denkens in Auseinandersetzung mit dem ägyptischen Reformtheologen Nasr Hamid Abu Zaid entwickelt. Eindrucksvoll zeigt er nicht nur den Reformansatz Abu Zaids für das Offenbarungsdenken auf, sondern analysiert detailliert, wieso er mit den politischen und religiösen Autoritäten in Ägypten in Konflikt gerät: nicht wegen theologischer Neuerungen, sondern weil er aufdeckt, wie sich diese Eliten der Tradition bemächtigt haben, um ein Interpretationsmonopol über den Koran anzustreben und seine Botschaft entsprechend ihrer Interessen zu manipulieren.
In seiner rezeptionsästhetisch-philologisch ausgerichteten Dissertation Gott ist schön zeigt Kermani, wie prominent in der islamischen Tradition die ästhetische Dimension des Korans wahrgenommen wird. Der Koran wird in dieser Tradition wie ein betörendes Kunstwerk beschrieben, das die Menschen in seinen Bann zieht. Seine Schönheit nimmt gefangen und erbeutet die Herzen der Menschen. Seiner Anziehungskraft kann man sich nicht widersetzen. Die Schönheit und Klarheit des Korans ist damit Ausweis seiner göttlichen Inspiration. Gott teilt sich dieser Tradition zufolge im Koran also in einer ästhetisch vermittelten Weise mit, weil er von den hier Angesprochenen gerade so verstanden zu werden hofft. Wenn Gott nicht blinden Gehorsam, sondern verstehende Anerkennung will, muss er an dieser Stelle empfänglichen Menschen auf ästhetische Weise begegnen. Denn – so zumindest die These von Navid Kermani im analysierenden Blick auf die islamische Tradition – das religiöse Erkennen ist im Islam ästhetisch vermittelt als ein Schauder erregendes, Gänsehaut verursachendes Hören einer als schön bezeichneten Rede, ... eine Schönheitserfahrung.
Es geht Kermani also darum, die Kraft der Ästhetik auf religiöser Ebene zu würdigen. Er sieht diese mystische Einsicht ganz im Einklang mit der neueren Ästhetik seit Hegel. In fast allen philosophischen Kunsttheorien dieser Tradition gehe es im ästhetischen Erleben um Wahrheit. Ja, es müsse im ästhetischen Erlebnis – gegen Kant – gar nicht um Genuss bzw. um interesseloses Wohlgefallen gehen. Es könne auch einfach nur darum gehen, der Wahrheit auf die Spur zu kommen, koste es, was es wolle.
So spannend und vielversprechend Kermanis Versuch ist, den Offenbarungsglauben in der Aisthesis zu begründen und die Erkenntnis Gottes als Herzenswahrnehmung zu verstehen, so sehr fragt sich bei diesem Zugang, wie man bei diesem Konzept mit den sinnlichen Erfahrungen des Schmerzes und der Abwesenheit Gottes in dieser Welt umgehen soll. Die Abgründe der Leidensgeschichte dieser Welt lassen gerade bei einem solchen ästhetischen Zugang zum Offenbarungsglauben die Frage dringlich werden, wie Leidens- und Heilserfahrungen, Schrecken und Schönheit Gottes zusammengedacht werden können.
Genau diese Frage ist es, die Kermani in seiner Habilitationsschrift zum Schrecken Gottes beschäftigt.
Kermani rezipiert in diesem Buch die Grundidee der praktisch-authentischen Theodizee, die darin besteht, Gottes Gerechtigkeit gegen die Ungerechtigkeit dieser Welt einzufordern, also – kantisch gesprochen – die Wirklichkeit Gottes und damit seine authentische Selbstrechtfertigung zu postulieren, ohne sie doktrinal selbst leisten zu wollen. Zu diesem Postulat gehört notwendig der Protest gegen das Leiden, der sich im Hadern mit Gott und in der Anklage Gottes äußert. Auch wenn das Hadern mit Gott in der islamischen genauso wie in der christlichen Orthodoxie weitgehend verpönt ist, zeigt sich in der von Kermani zitierten islamischen mystischen Literatur ebenso wie im Buch Ijob ein Weg des Haderns mit Gott, das aus der Hingabe ihm gegenüber gespeist wird und das die hier geforderte postulatorische Gottesrede begleiten kann.
Das bedeutendste Zeugnis dieses Haderns ist für Kermani Das Buch der Leiden des persischen mystischen Dichters Attar (1145–1221), das zeigt, dass es auch in der islamischen Tradition möglich war, mit Gott zu rechten und zu streiten.
Gott erscheint in der Perspektive der von diesem Dichter zitierten Narren zugleich als Verfolger und Peiniger des Menschen und doch auch als seine letzte Hoffnung. Einerseits bleibt Gott als Urheber für diese Welt verantwortlich und ist damit auch der letzte Grund für das Leiden – zumindest in dem Sinne, dass seine Erschaffung der Welt Leiden allererst ermöglicht. Andererseits gibt es Situationen, in denen uns keine endliche Macht mehr zu retten und helfen vermag. Denn per definitionem ist nur Gott die Wirklichkeit, die auch im Tod noch zu retten vermag – wenn er denn existiert. Wie kann ich aber gerade den um Hilfe bitten, der doch meine Not allererst ermöglicht hat? Kermani sieht keine Möglichkeit, diesen Ruf noch einmal rational zu rechtfertigen. Er schildert einfach nur Stimmen, die auch im Elend nicht von Gott lassen wollen. Die von ihm zitierten Narren beklagen nicht einfach nur den Schrecken Gottes. Vielmehr erinnern sie Gott an seine einst gegebenen Versprechen in der Schöpfung. Sie bestehen auf der Treue Gottes, die er in seiner Selbstkundgabe beschreibt und verspricht. Sie sind deshalb nicht blind für die Wirklichkeit, sondern sehen all die Infragestellungen der Wirklichkeit eines liebenden Gottes, die jeder Mensch tagtäglich erlebt. Ihr Festhalten an Gott stumpft sie nicht ab und nimmt dem Leiden auch nicht seinen Schrecken. Aber es befähigt sie, die Abgründe und Schrecken der Wirklichkeit an sich heranzulassen und dennoch nicht ihre Hoffnung aufzugeben. Der Gottesglaube erscheint so als Zumutung, die in den Wahnsinn treiben kann. Aber er erscheint zugleich als letzte Möglichkeit, die Welt in ihrer Ambiguität auszuhalten, ohne die eigene Menschlichkeit zu verlieren.
Arbeiten sich Kermanis Qualifikationsschriften an der islamischen Tradition ab, hat er sich seitdem immer wieder auch dem Christentum zugewandt. Besonders prominent und eindrucksvoll ist hier sein Ungläubiges Staunen. Über das Christentum aus dem Jahr 2015, das sich dem Christentum auf ästhetische Weise annähert – durch eindrucksvolle Bildbetrachtungen verschiedener christlicher Künstler, insbesondere aus dem italienischen Barock. Diese kunstgeschichtlich gut recherchierten Einzelbetrachtungen eröffnen spannende Perspektiven auf zentrale Charakteristika des Christentums und haben dadurch große Resonanz erfahren.
In einer viel beachteten Annäherung an das Kreuz findet sich wieder Kermanis charakteristische Verknüpfung von Schönheit und Schrecken Gottes. Angezogen durch die ästhetische Kraft der Kreuzesskulptur Schlammingers, aber auch durch die Schönheit und den Anmut beim Tragen des Kreuzes in Botticellis Darstellungen, bewegt ihn nicht nur die ästhetische Kraft des Kreuzes, sondern er erkennt es auch als Annäherung des Glaubenden an das Leiden selbst – etwa wenn er die Schächer am Kreuz mit Kriegsknechten vergleicht, die heute in Syrien oder im Irak Aufwiegler kreuzigen. Oder wenn er das Kreuz mit Opfern der Menschen zu allen Zeiten in Verbindung bringt und die klagende Anklage Jesu am Kreuz zitiert. Dabei ist es ihm allerdings wichtig, Jesus nicht von uns zu trennen, sondern das eigene Leiden in seinem Leiden zu entdecken.
Zwei etwas längere Kapitel des Buches fallen ein wenig aus dem sonstigen Duktus heraus, weil sie keine Bildbetrachtung enthalten, sondern Personen in den Vordergrund stellen. Besonders hervor sticht dabei der letzte Teil des zweiten Kapitels, das in anrührender Weise die Lebensgeschichte und Mission von Pater Paolo Dall’Oglio schildert, der für Kermani all das bündelt, was er am Christentum bewundert: eine Form von bedingungsloser Liebe zum Nächsten, die gerade bei Mönchen und Nonnen über das Maß hinausgehe, auf das ein Mensch auch ohne Gott kommen könnte. Bewegend schildert er die große Liebe zum Islam, die diesen Pater und das von ihm in Syrien gegründete Kloster Mar Musa kennzeichnet, das er als Ort des Zusammenlebens der Religionen charakterisiert. Seine Hinwendung zum Islam sei für Pater Paolo kein karitativer Akt gewesen, sondern habe zu einer Bereicherung seines eigenen Lebens und Glaubens geführt; er sei ein Mönch, ein Schüler Jesu, der in den Islam verliebt sei – wie Kermani es ausdrückt.
Offenkundig sieht Kermani hier ein Modell für die interreligiöse Begegnung und für eine christlich-islamische Annäherung. Durch die Entführung dieses Paters, der den Islam wie kein anderer liebe, versuche der Islamische Staat Christen geradezu dazu zu zwingen, den Islam als Feind zu fürchten. Kermani setzt diesem Einschüchterungsversuch die Erklärung seiner eigenen Liebe für das Christentum entgegen, mit der er auf Pater Paolo antwortet und exemplarisch zeigt, wie man mit Mitteln der Liebe auf Gewalt reagieren kann. Zugleich bezeugt er in seinem Buch immer wieder, wie er vom Christentum gelernt hat – etwa im Blick auf das Eingedenken des Leidens und Sterbens des anderen. Dieser Aspekt seines Buches ist auch dadurch einer breiteren Öffentlichkeit bewusst geworden, dass er seine Würdigung Pater Paolos und seines Ordens in seiner viel beachteten Friedenspreisrede wiederholt.
Im Jahr 2022 erschien Kermanis bislang erfolgreichstes religionsbezogenes Buch, mit dem programmatischen Titel: Jeder soll von da, wo er ist, einen Schritt näher kommen. Es ist geschrieben als Anrede an Kermanis Tochter und reagiert auf ihre Fragen nach Gott und Religion. Es bietet auf diese Weise eine vorzügliche Einführung in den Glauben für Jugendliche. Auch wenn er dabei vor allem den Islam im Blick hat und auch viele Spezifika dieser Religion verständlich macht, bietet sein mystischer Zugang zur Religion auch viel Identifikationspotenzial für Andersglaubende. Spannend sind die präzisen Aufarbeitungen von Erkenntnissen moderner Physik für die zeitgemäße Aneignung traditioneller Glaubensbestände. So gelingt es Kermani in humorvoller und leicht zu verstehendem Stil ein komplexes und bis zu Ende durchdachtes Verständnis von Religion anzubieten.

## Übersicht des erzählerischen Werks und Charakterisierung von Torsten Hoffmann
Der Literaturwissenschaftler und Hochschullehrer Torsten Hoffmann von der Universität Stuttgart, ausgewiesener und langjähriger Kenner des umfangreichen literarischen Werks Kermanis, ordnet das erzählerische Werk folgendermaßen ein: Kennzeichnend für die meisten seiner literarischen Texte ist eine autofiktionale Anlage (in seinem umfangreichsten Roman Dein Name trägt der Protagonist auch den Namen ‚Navid Kermani‘), ein besonderes Interesse an anthropologischen Grunderfahrungen wie Geburt, Liebe und Tod sowie eine programmatische Kombination von (zum Teil drastischer) Alltagsnähe, Kunstaffinität (unter Einbeziehung von Literatur, Musik, Film und Bildender Kunst) und Religiosität. Die Grenzen zu den eher als Sachbuch rezipierten Texten (wie Ungläubiges Staunen oder Jeder soll von da, wo er ist, einen Schritt näher kommen) und den Reiseberichten sind dabei fließend – während sich diese Bücher oft literarischer Erzählverfahren bedienen, enthalten viele der literarischen Tete auch essayistische Passagen.
Kermanis erster literarischer Text erschien 2002: Das Buch der von Neil Young Getöteten, in dem sich drei Themenstränge verbinden: erstens die Musik Neil Youngs, der zahlreiche Song-Interpretationen gewidmet sind, zweitens die erstaunliche therapeutische Wirkung dieser Musik auf die Drei-Monats-Kolik, an der die Tochter des Ich-Erzählers in ihrem ersten Lebensjahr leidet, und drittens die von Neil Young maßgeblich geprägte Biographie des Erzählers (dessen Nähe zum Autor ebenso offensichtlich ist wie eine Tendenz zu ironischen Übertreibungen). Wichtigstes Erzählprinzip ist die omnipräsente (Selbst-)Ironie, die es dem Erzähler erlaubt, alle literarischen Großthemen von Gott über die Liebe bis zum Tod in seinen Redefluss zu integrieren, ohne dass der Text damit überladen wirkt. Während in der ersten Hälfte des Textes philosophisch-literarische Reminiszenzen dominieren und die Texte Neil Youngs einer bisweilen philologischen Analyse unterzogen werden, konzentriert sich der zweite Teil auf die mystischen Erfahrungen, die der Erzähler als Kern von Neil Youngs Musik und des eigenen Musikhörens begreift. Schon der rätselhaftete Titel des Buchs geht auf Das Buch der vom Koran Getöteten zurück, eine Handschrift, in der von Mystikern berichtet wird, die den Koran gehört haben und darüber gestorben sind – was den Erzähler an die existenzielle Bedeutung der Musik Neil Youngs für das eigene Leben erinnert. Hier verortet er den Impuls, das Neil Young-Buch zu schreiben, das insofern eine narrative Parallelaktion (mit Ausflügen ins Akademische) zu Kermanis oft zum Narrativen tendierender Dissertation Gott ist schön von 1999 darstellt, die sich der (auch musikalischen) Ästhetik des Korans widmet und das Unterkapitel Die vom Koran Getöteten enthält.
Kermanis zweiter Erzähltext Vierzig Leben enthält vierzig Kurzgeschichten, in denen ungefähr ebenso viele Personen (zumeist nur einmal) auftreten, aus deren Leben ein Detail erzählt wird. Jeder Text ist einem – wie es im Klappentext heißt – Königswort gewidmet: einem jener besonderen Zustände des Menschen, wie sie schon der Sufi-Dichter Khadje Abdollah Ansari um 1000 notiert hat, auf den eine dem Text vorangestellte Liste zurückgeht, die u. a. die Begriffe Liebe, Eifer, Sehnsucht, Besorgnis und Durst enthält. Die Geschichten, die z. B. Von der Hoffnung,
Vom Durst und Von der Pflicht heißen, enthalten keine philosophischen Reflexionen über den Begriff (wie es etwa in Adornos ähnlich strukturierter Minima Moralia der Fall ist, auf die sich der Erzähler als wichtigen Bezugspunkt beruft), sondern anekdotenhafte Erzählungen, in denen das jeweilige Titelwort vorkommt. Der Tonfall ist an mündliches Erzählen angelehnt, in langen Schachtelsätzen aber zugleich anspruchsvoll komponiert. Der Vielfalt der Motive und Stimmungen steht eine zeitlich-räumliche Konzentration entgegen: Alle berichteten Ereignisse entstammen der unmittelbaren Gegenwart und handeln von Menschen, die in zumindest lockerer Verbindung mit der Stadt Köln stehen. Zusammengehalten werden die Texte zudem von einem Ich-Erzähler, der bisweilen an den Autor erinnert und vorgibt, alle Geschichten von Verwandten, Freunden oder entfernteren Bekannten erzählt bekommen zu haben.
Der 2005 veröffentlichte Band Du sollst ist das erste Buch Kermanis, in dem kein dem Autor nahestehendes Ich auftritt. Vermittelt von einem unbeteiligten Erzähler, liefert der Text Einblicke in die intimsten Momente von zehn heterosexuellen Paaren (mit einer leichten Präferenz für den männlichen Blick). Über das Leben der Personen erfährt man nicht viel, nicht einmal ihre Namen werden genannt, stattdessen konzentriert sich der Text auf kurze Sex- und Bettszenen – von Ferne klingt Arthur Schnitzlers Skandalstück Reigen nach. Erzählt wird dabei weniger von sexuellen Praktiken als vielmehr von den sich dabei entspinnenden Gesprächen und Gedanken. Fast alle Beziehungen stehen im Zeichen einer unüberwindlichen Nähe. Abgesehen von einer kurzen Erzählung, in der die Möglichkeit einer symmetrischen und emphatischen Liebe aufscheint („Ehre Vater und Mutter“), sind die vorgestellten Beziehungen von Missverständnissen und Täuschungen, Ängsten und Abhängigkeiten, Machtkonflikten und Gewalt geprägt. Auf dem Höhepunkt körperlicher Vereinigung empfinden viele der Figuren eine schmerzliche Einsamkeit – dieser Dialektik der Liebe gilt die besondere psychomikroskopische Aufmerksamkeit der Texte. Den ersten zehn Erzählungen ist jeweils eins der zehn Gebote vorangestellt ist, auf die sich die Texte mit unterschiedlicher Deutlichkeit beziehen.
In dem Kinderbuch Ayda, Bär und Hase wird das Motiv der Vater-Tochter-Beziehung aus dem Neil Young-Buch wieder aufgenommen. Der Bâbâ genannte Vater erinnert an andere Protagonisten aus Kermanis Büchern (und an den Autor): Er hat iranische Eltern, lebt in Köln, ist Fan des 1. FC Köln und von Neil Young. Im Zentrum steht nun aber seine fünfjährige Tochter Ayda, die unter ihrer geringen Körpergröße leidet, und sich – statt mit anderen Kindern – mit einem Bären und einem Hasen anfreundet, die sprechen können. Leitgedanken sind u. a. die multikulturelle Toleranz, die Einsicht, „dass man auch glücklich sein kann, wenn nicht alles vollkommen ist“, sowie das gemeinsame Überwinden von Ängsten.
Kurzmitteilung trägt als erster Text Kermanis die Gattungsbezeichnung Roman.
Gewidmet ist er der Kölner Schauspielerin Claudia Fenner, die im Juli 2005 mit 40 Jahren an einem Gehirnschlag gestorben war. Im Text stirbt am gleichen Datum und ebenso überraschend die bei Ford angestellte Maike Anfang, die gemeinsam mit dem Ich-Erzähler Dariusch, einem freiberuflichen Eventmanager, eine Veranstaltung organisieren sollte. Ausgangspunkt des Textes ist die titelgebende SMS, in welcher Dariusch an seinem Urlaubsort von dem plötzlichen Tod der ihm erst flüchtig bekannten Maike Anfang erfährt. Geschildert werden die ersten Tage nach dem Tod, wobei die Frage nach der angemessenen Kommunikation über den Tod ein Leitmotiv darstellt. Betroffen ist Dariusch weniger vom persönlichen Verlust als vielmehr von der plötzlichen Konfrontation mit der eigenen Sterblichkeit. Der Protagonist kann zwar so gebildet wie einfühlsam mit den Angehörigen der Verstorbenen sprechen, wird im Ganzen aber bis zur Karikatur als trotteliger und sexfixierter Macho vorgeführt, der am Ende von seinem Erweckungserlebnis in einem amerikanischen Selbstfindungscenter berichtet. Wenn Kermani in seinen Frankfurter Poetikvorlesungen den Roman als
mißlungene[n] Versuch beschreibt, den spezifischen Schock des Todes in einer konventionellen literarischen Form zu erfassen, ist dieses Urteil vor dem Hintergrund der langen Arbeit an seinem Großroman Dein Name zu lesen, der ursprünglich als Totenbuch konzipiert war und einer anderen Art des Totengedächtnisses verpflichtet ist. Dein Name ist mit seinen 1229 eng bedruckten Seiten der längste Text Kermanis, gilt für viele Kritikerinnen und Kritiker als sein Hauptwerk und stellt eine der originellsten Autofiktionen der Gegenwartsliteratur dar. Erzählt wird der Text von einer Navid Kermani genannten Figur, die zahlreiche, aber nicht alle biographischen Details mit dem Autor teilt. Sie kombiniert die Schreibweisen u. a. von Tagebuch, Beziehungs- und Familienroman, Reisereportage, Internetblog, Brief- bzw. SMS-Roman, poetologischer und wissenschaftlicher Abhandlung, politischem Essay und – das wird als Keimzelle präsentiert – nachrufähnlichen Gedenktexten. Diese kurzen Texte sind Menschen gewidmet, die (fast alle) dem Autor nahestanden und während der auf die Zeit vom 8. Juni 2006 bis zum 11. Juni 2011 datierten Arbeit an dem Roman gestorben sind. Daneben erzählt der Roman auf einer zweiten Ebene seine Entstehungsgeschichte, und zwar nicht nur im Blick auf Poetik und Schreibprozess, sondern auf das ganze Leben der Autorfigur. Der omnipräsenten Vergänglichkeit und Zerbrechlichkeit des Lebens wird damit der Versuch entgegengestellt, das Gegenwärtige auf möglichst umfassende und unzensierte Weise sprachlich zu konservieren. Als dritter Erzählfaden fungiert die Biographie des iranischen Großvaters, der Mitte der 1980er Jahre in Isfahan gestorben ist und kurz vor seinem Tod eine Autobiographie verfasst hat, die dem Protagonisten 2006 in die Hände fällt und die er mit zunehmender Ausführlichkeit zitiert, paraphrasiert und kommentiert. In hohem Maß selbstreflexiv ist der Roman dadurch, dass zahlreiche Einwände unterschiedlichster Erstleser auf die Manuskriptfassungen wiedergegeben werden, sodass der Roman seine eigene Kritik bereits mitliefert (und sie nicht immer entkräften kann oder will, sondern gerade das Schlechtgeschriebene, das Peinliche, das Weinerliche als Belege des Scheiterns gutheißt).
Dein Name ist eng verwoben mit Kermanis Frankfurter Poetikvorlesungen aus dem Sommersemester 2010, die sich als Vorrede zum Roman lesen lassen (sie enthalten u. a. kommentierte Manuskriptpassagen des Romans, der wiederum aus den Vorlesungen zitiert und diese kommentiert). In den unter dem Titel Über den Zufall. Jean Paul, Hölderlin und der Roman, den ich schreibe 2012 auch als Buch veröffentlichten fünf Vorlesungen wird weniger Bilanz gezogen als vielmehr die zukünftige Poetik des unabgeschlossenen Romanprojekts Dein Name erkundet. Jean Paul und Friedrich Hölderlin repräsentieren dabei komplementäre und sich immer wieder gegenseitig in Schach haltende Erzählambitionen: Während Jean Paul den Romanschreiber dazu anspornt, die Totalität des Irdischen in seinen Text zu integrieren, steht Hölderlin für die Seelenreise durch den Himmel, für die Sehnsucht nach dem Absoluten, der sinnlichen wie übersinnlichen Ekstase.
Auf die global angelegte Alles -Poetik von Dein Name folgte mit dem Prosaband Große Liebe ein streng durchkomponierter, in sprachlicher wie thematischer Hinsicht deutlich homogenerer Text. Der Ich-Erzähler blickt als Mittvierziger zurück auf seine erste Liebe, die er als 15-Jähriger für die etwas ältere Abiturientin Jutta empfand. Obwohl die Beziehung nur wenige Tage dauerte, scheint sie ihm in ihrer Intensität noch Jahrzehnte später unübertroffen zu sein. Erzählt wird die Liebesgeschichte in 100 Kapiteln, die von Beginn an den Schreibprozess mitreflektieren. Im Verlauf des Textes wird immer deutlicher, dass den Erzähler weniger die eigene Biographie als vielmehr die Suche nach einer allgemeinen psycho-physischen Matrix der ersten Liebe beschäftigt. Abgeglichen wird die eigene Liebeserfahrung dabei mit der Liebeslehre, die sich in der persischen Literatur insbesondere des 10.–14. Jahrhunderts findet. So spiegelt der Erzähler seine jugendliche Beziehung in einem der berühmtesten Liebespaare der orientalischen Literatur, Leila und Madschnun, und verwebt seine Überlegungen mit den Liebesreflexionen frühislamischer Mystiker. Die eigene Sakralisierung der Sexualität wird dort bereits diskutiert, ebenso die Vergleichbarkeit des ekstatischen Ichverlustes in Religion, Sexualität und Drogenrausch. Im Zentrum des Textes steht letztlich nicht eine möglichst genaue Rekonstruktion der Beziehung zu Jutta, sondern das Erzählen vom Erzählen dieser Liebe.
Als Fortsetzung des Vorgängertextes ist Sozusagen Paris angelegt: Der Ich-Erzähler wird nach einer Lesung aus Große Liebe von seiner Jugendliebe angesprochen, die mittlerweile Bürgermeisterin einer Kleinstadt ist. Das neue Buch schildert die erste Begegnung der beiden nach dreißig Jahren, die sich nach der Lesung bis in den nächsten Morgen zieht. Im Ganzen steht der Text in einem Komplementärverhältnis zu seinem Vorgänger: Ging es dort um die Ekstase der ersten Verliebtheit, rückt nun die Langzeitliebe in den Fokus, vor allem im Hinblick auf Juttas 23-jährige Ehe. Während in Große Liebe aus der Perspektive des Mannes erzählt wurde, wird das nächtliche Gespräch von der Frau dominiert – erstmals in Kermanis Werk steht damit eine weibliche Stimme im Zentrum des Textes. Wie Große Liebe  zielt auch Sozusagen Paris auf eine überindividuelle Erkundung des Liebens, ist dabei aber anders justiert: Statt der frühislamischen Mystik sind es die französischen Eheromane des 19. Jahrhunderts bis zu Marcel Proust, mit denen die moderne Liebe abgeglichen wird. Damit verschiebt sich das Nachdenken über Liebe von einem allgemein-anthropologischen zu einem historischen Blickwinkel. Insbesondere an der großen Bedeutung von Kindern für die Lebensführung und die emotionale Stabilität des Ehepaares werden Differenzen zu älteren Eheromanen sowie Spezifika des Liebens und Zusammenlebens im 21. Jahrhundert deutlich gemacht. Den Roman durchziehen wiederum poetologische, oft selbstironische Reflexionen, die hier in Form möglicher Einwände diskutiert werden, die Jutta oder der Lektor gegen den Roman vorbringen könnten – und die in ein emphatisches Bekenntnis zur Kraft der Literatur münden.
Das Alphabet bis S (2023) ist nach Dein Name der umfangreichste Roman Kermanis und lässt sich als Komplementärtext dazu lesen: Während Dein Name auf eine Trennung zwischen dem männlichen Ich-Erzähler und seiner Partnerin zuläuft (die im Roman aber nicht vollzogen wird), blickt Das Alphabet bis S auf eine gescheiterte Ehe zurück. Die Pointe besteht darin, dass der Roman aus der Perspektive eines namenlos bleibenden weiblichen Ichs erzählt wird, dessen Tagebuch ohne Datum den Kern des Textes bildet. Eine strengere Komposition als in Dein Name entsteht zum einen dadurch, dass die 365 Kapitel – beginnend mit Neujahr – ein Jahr abbilden. Zum anderen – darauf spielt der Titel an – arbeitet sich die selbsterklärte Lesschreiberin im Laufe des Jahres alphabetisch durch die ungelesenen Texte ihres Bücherregals und kommt dabei bis zu den mit S beginnenden Nachnamen. Das aus den Vorgängertexten bekannte Spiel mit der Autofiktion erfährt dadurch eine Neuausrichtung, dass Leben, Lektüren und Denken der Protagonistin zahlreiche Parallelen zum Autor Navid Kermani aufweisen (von der muslimischen Herkunft über die schriftstellerische Arbeit und die Fußballaffinität bis zur Bedeutung des Totengedenkens); auch die Verbindung von erzählenden und essayistischen Passagen erinnert an Dein Name. So offensichtlich die Trennung von Autor und Erzählerin also einerseits vollzogen ist, legt der Text andererseits auf ironische Weise nahe, ihn als eine ins Weibliche gespiegelte Version von Kermanis eigenem Leben und Schreiben zu rezipieren. Die dabei entstehende Mischung von komischen Effekten mit der ernsthaften Ambition, die auch im 21. Jahrhundert noch relevante Bedeutung von Geschlechterrollen zu reflektieren, steht im Zentrum des Romans. Der Text kann damit auch als literarisches Plädoyer dafür gelesen werden, identitätspolitische Trennungen zu überwinden.

## Werkrezeption
Kermani vermag es, so Gustav Seibt in der Süddeutschen Zeitung, auf unangestrengte Weise zu Positionen von Herder, Goethe, Rückert und dem Orientalismus der deutschen Klassik Bezug zu nehmen und sich ebenso kompetent zu Lessing, Kleist, Hölderlin und Kafka zu äußern wie zur Ästhetik des Korans und islamischen Mystik. Bereits Kermanis Erzählung über den kanadischen Rockmusiker Neil Young, Das Buch der von Neil Young Getöteten (2002), wurde zahlreich rezensiert und war bei den Kritikern und dem Publikum ein großer Erfolg. Ende 2023 erschien der Suhrkamp-Band in zehnter Auflage. Mehrfach wurde es für die Bühne adaptiert, unter anderem am Hamburger Thalia Theater. Darüber hinaus wurde nach seinem Roman ein Radiosender benannt, der seit 2010 online Musik präsentiert, die Neil Young gut finden würde oder die die Leute gut finden würden, die auch Neil Young gut finden.
Im November 2005 inszenierte Kermani am Schauspiel Köln Hosea nach Texten der Bibel und Friedrich Hebbels. Sein 2005 veröffentlichtes Buch Der Schrecken Gottes – Attar, Hiob und die metaphysische Revolte wurde von Uwe Justus Wenzel in der NZZ als „heilsam verstörend“ oder von Karl-Josef Kuschel „buchstäblich grenzsprengend“ in der Frankfurter Rundschau bezeichnet. Das Kulturmagazin von Ö1 zieht Parallelen zu früheren Arbeiten Kermanis, deren religiös-vergleichende Metaphysik ebenfalls von der Frage der Theodizee geprägt war.
Mit Verweis auf sein Buch Dein Name erhielt Kermani 2014 den Joseph-Breitbach-Preis. Mit Verweis auf seinen Roman Das Alphabet bis S, der formal an Dein Name anknüpft, erhielt Kermani den Thomas-Mann-Preis.
Kermani setzt sich für die weltanschauliche Neutralität des Staates ein. Der Orientalist kritisiert jedoch einen mit der „kompletten Verdrängung des Religiösen“ einhergehenden „religiösen Analphabetismus“, der zu einer „grundlegenden Verarmung der Gesellschaft“ führe. Daher benennt Kermani die religiöse Toleranz und Religionsfreiheit als bedeutsamen europäischen Wert und fordert, im Sinne der Aufklärung, Rücksicht auf Glauben und Weltanschauung anderer. Den letzten Geheimnissen kommt kein Mensch auf die Spur, warum ist etwas, warum ist nicht nichts und so weiter und so fort. Darum eben entstand Religion: In ihr findet der Mensch einen Umgang mit dem, was er nicht erklären kann. Das ist nicht gegen die Aufklärung, sondern gibt dem einen Ausdruck, was den Verstand übersteigt. Antiaufklärerisch wäre es eher, die Grenzen des Verstands zu ignorieren, so Navid Kermani.

## Kandidaturen zur Wahl des deutschen Bundespräsidenten
Bei der Wahl des deutschen Bundespräsidenten 2010 gehörte Kermani auf Vorschlag der hessischen Grünen der 14. Bundesversammlung an.
Für die Wahl des deutschen Bundespräsidenten 2017 wurde Kermani als möglicher Kandidat ins Gespräch gebracht. Der damalige SPD-Vorsitzende Sigmar Gabriel wollte ihn nach einem Bericht des Spiegel gemeinsam mit anderen Parteien als Bundespräsident nominieren, doch scheiterte er am Widerstand der Grünen; vor allem von den Realos wurde Kermani abgelehnt, weil sie nach der Bundestagswahl ein schwarz-grünes Bündnis anstrebten und somit kein Signal in Richtung Rot-Rot-Grün senden wollten. Kermani selbst hat sich zu einer möglichen Kandidatur nie geäußert.

## Positionen

### Irakkrieg (2003)
Den Irakkrieg lehnte Kermani ab. Die Herrschaft unter Saddam Hussein sieht er davon unabhängig als ein schlimmes Terrorregime an, dessen Ende er begrüßte. Im Feuilleton der Süddeutschen Zeitung und seinem Buch Strategie der Eskalation schrieb Kermani 2005, dass im Irakkrieg nicht nur die USA, sondern auch Europa versagt hätten – und dass die Alte Welt im Begriff sei, dieselben Fehler im Konflikt mit dem Iran zu wiederholen. Er äußerte, dass das „amerikanische Projekt einer Neuordnung des Nahen Ostens“ den meisten Iranern heute ungleich näherstehe „als die sich so altruistisch gebende Politik der Europäer“. Dass Europa so tue, als gebe es im Iran noch Reformbemühungen, nennt Kermani Selbstbetrug. Als Beleg führt er die von Irans Herrschern geknebelte Pressefreiheit, die inhaftierten Oppositionellen und die Gängelung der Parlamentswahlen zur Wiederherstellung einer „konservativen“ Mehrheit an. „Krieg ist das falsche Mittel. Aber Befreiung nicht das falsche Ziel“, so Kermani.

### Festrede zum 50. Jahrestag der Wiedereröffnung des Wiener Burgtheaters (2005)
Beim Galaabend zum 50. Jahrestag der Wiedereröffnung des Wiener Burgtheaters nach der Zerstörung im Zweiten Weltkrieg kritisierte 2005 Kermani in seiner Festrede Europa als Wertegemeinschaft und die Flüchtlings- und Asylpolitik der EU, stellte diese gar in Frage. Schon seit Jahrhunderten erträumen nach Kermani die Dichter ein Europa ohne Grenzen, ohne Nationalismen.

### Kölner Moscheebau (2007)
Am 4. Juni 2007 veröffentlichte Kermani, ebenfalls in der Süddeutschen Zeitung, eine Reportage über eine Bürgeranhörung zum Moscheebau in Köln-Ehrenfeld, in der er sich von der offenen Gesprächsatmosphäre begeistert zeigte und den anwesenden Bürgern „Demokratie in Reinkultur“ bescheinigte. Es gebe in Köln eine „breite weltoffene Mitte“, die wesentlich toleranter sei als mancher Intellektuelle.

### Hessischer Kulturpreis (2009)
2009 erhielt Kermani, nach zwischenzeitlicher Aberkennung – zusammen mit Kardinal Karl Lehmann, dem ehemaligen Kirchenpräsidenten von Hessen-Nassau Peter Steinacker und dem Vizepräsidenten des Zentralrats der Juden Salomon Korn – den Hessischen Kulturpreis, dessen Verleihung in dem Jahr unter das Motto interreligiöser Toleranz gestellt war.
Der Preis wurde ihm am 20. März 2009 angetragen, nachdem der ursprünglich vorgesehene Fuat Sezgin die Annahme mit der Begründung, sein Mitpreisträger Salomon Korn befürworte die Militäraktionen Israels, abgelehnt hatte. Am 13. Mai 2009 erfuhr Kermani von der Aberkennung der ihm zugedachten Auszeichnung. Ausschlaggebend für die Aberkennung war, dass Lehmann und Steinacker sich kritisch zu Kermani geäußert hatten. Sie nahmen Anstoß an einem Feuilleton-Artikel Kermanis über ein Kreuzigungsgemälde von Guido Reni, der am 14. März 2009 in der NZZ erschienen war. Darin schrieb Kermani: „Für mich formuliere ich die Ablehnung der Kreuzestheologie drastischer: Gotteslästerung und Idolatrie.“ Im Fortgang jedoch berichtete er von der Erschütterung dieser Auffassung durch die ästhetische Erfahrung: „Erstmals dachte ich: Ich – nicht nur: man –, ich könnte an ein Kreuz glauben.“ Am 24. April 2009 äußerte Lehmann in einem Brief an den hessischen Ministerpräsident Roland Koch, dass er „unter diesen Umständen den Preis nicht in Empfang nehmen kann“, Sein Tonfall wurde von Kommentatoren als „subtil […] diffamieren[d]“, „blasiert“, „infam“ und „herablassend“ wahrgenommen; auch Kermani empfand ihn als „diffamierend“. Letztlich entschlossen sich Lehmann und Steinacker nach einem Gespräch mit Kermani doch zur gemeinsamen Annahme des Preises, der am 26. November 2009 schließlich an die vier Preisträger vergeben wurde. Ministerpräsident Koch entschuldigte sich dabei bei Kermani. Sein Preisgeld spendete Kermani an den Pfarrer der katholischen Gemeinde St. Theodor in Köln-Vingst, Franz Meurer.

### Arabischer Frühling (2011)
Im Februar 2011 würdigte Kermani den Arabischen Frühling, denn die Demonstranten seien für „Freiheit, Würde, Rechtsstaatlichkeit, Chancengleichheit“ auf die Straße gegangen. Die Politik westlicher Regierungen kritisierte er. „Kriminalität und Komplizenschaft (mit Diktaturen)“ scheinen, so der Autor, „in einigen europäischen Regierungspalästen normal geworden zu sein“. Positiv betonte er die Rolle von Al-Dschasira, der Sender habe viel zur Debattenkultur beigetragen. Die Berichterstattung deutscher Medien, in denen laut Kermani Leute „darüber schwadronieren, dass im Islam Staat und Politik eins seien“, wies er als „religiös gefärbte koloniale Brille“ zurück; es gehe bei den Protesten nicht um Religion. Zudem wendete er sich gegen den Multikulturalismus als einen Kulturalismus, der Diktaturen begründe: „Man verfällt umgekehrt in den Relativismus und behauptet, dass die Menschen anderswo gar keine Demokratie wollten, weil sie nun einmal anders seien, andere Traditionen hätten“. Solch eine Sicht würde gegen das ursprüngliche linke Ziel, die Gleichheit aller Menschen und die Angleichung der Lebensverhältnisse, wirken. Allgemein habe die „Überbetonung von Andersartigkeit, sei es der Migranten oder der Hartz-IV-Empfänger, […] vor allem die Funktion, Unterschiede – vor allem auch ökonomische Unterschiede – zu zementieren“.

### „Triumph des Vulgärrationalismus“ (2012)
Im Rahmen der intensiven öffentlichen Diskussion über das Beschneidungsurteil des Landgerichts Köln von 2012 veröffentlichte Kermani in der Süddeutschen Zeitung einen Artikel unter dem Titel „Triumph des Vulgärrationalismus“. Hierin wirft er dem Landgericht vor, „mal eben so im Handstreich viertausend Jahre Religionsgeschichte für obsolet zu erklären“. Aufklärung sei nicht nur die Herrschaft der Vernunft, sondern zugleich das Einsehen in deren Begrenztheit. „Der Vulgärrationalismus hingegen, der sich im Urteil des Kölner Landgerichts ausdrückt, setzt den eigenen, also heutigen Verstand absolut.“ Joachim Gauck hat die Bezeichnung „Vulgärrationalismus“ in seinen Stellungnahmen zur Beschneidungsdebatte übernommen.

### Rede zur Feierstunde65 Jahre Grundgesetz(2014)
Am 23. Mai 2014 erinnerte der Deutsche Bundestag in einer Feierstunde an die Verkündung des Grundgesetzes am 23. Mai 1949. Kermani war als Festredner geladen. In seiner Rede analysierte er die Sprache des Grundgesetzes und verglich ihre Wirkmächtigkeit mit der der Lutherbibel. Er sprach über die historischen Fortschritte der Nachkriegszeit und stellte fest, dass das Grundgesetz „Wirklichkeit geschaffen“ habe. Kermani lobte die Bundesrepublik Deutschland, weil sie den Verfassungsnormen Geltung verschafft habe. Zugleich würdigte er die Integrationsbereitschaft und die Bemühungen der deutschen Gesellschaft. Mehrfach erwähnte er Willy Brandt. In Bezug auf ihn sagte er: „Wenn ich einen einzelnen Tag, ein einzelnes Ereignis, eine einzige Geste benennen wollte, für die in der deutschen Nachkriegsgeschichte das Wort Würde angezeigt scheint, (…) dann war es der Kniefall von Warschau“. Er übte scharfe Kritik an der Einschränkung des Asylrechts durch die Grundgesetzänderung von 1993 („Asylkompromiss“), die er als „Entstellung“ des Artikels 16a und eine „Verstümmelung“ der Verfassung bezeichnete. Dennoch betonte er die Chancen, die die Bundesrepublik gerade auch Einwanderern geboten habe, und schloss die Rede – in deren Namen – mit den Worten „Danke, Deutschland“. Einzelne Abgeordnete der CDU/CSU-Fraktion kritisierten die Rede als einseitig oder tendenziös, Georg Nüßlein (CSU) verließ den Saal. In den deutschen Medien wurde die Rede dagegen positiv aufgenommen und besprochen. Die Universität Tübingen zeichnete sie als „Rede des Jahres 2014“ aus.

### Stellungnahme zur Offensive des „Islamischen Staates“ im Nahen Osten (2014)
In der Berliner Zeitung rief Kermani im August 2014 dazu auf, den „Islamischen Staat“ (IS) im Irak auch mit militärischen Mitteln zu stoppen. Er verglich den Konflikt von seiner Bedeutung her mit dem Ersten Weltkrieg und warnte vor einem Genozid an Christen, Jesiden und anderen religiösen Minderheiten. Er wies in seiner Stellungnahme auf die Bedeutung von humanitären Korridoren für Flüchtlinge hin und warnte vor einer „Pol-Pot-Version des Islam“ von „den Grenzen Irans bis an die Küste des Mittelmeers“. In seiner Friedenspreis-Rede rief Kermani im Oktober 2015 dazu auf, sich „womöglich militärisch, ja, aber vor allem sehr viel entschlossener als bisher diplomatisch und ebenso zivilgesellschaftlich“ gegen den Islamischen Staat zu wenden. Er rufe nicht zum Krieg auf, weise aber darauf hin, dass der Krieg „nicht mehr allein in Syrien und im Irak beendet werden“ könne. Er könne „nur von den Mächten beendet werden, die hinter den befeindeten Armeen und Milizen stehen, Iran, die Türkei, die Golfstaaten, Russland und auch der Westen.“

### Charlie Hebdo-Rede in Köln (2015)
Kermani hielt am 14. Januar 2015 in Köln auf dem Appellhofplatz auf der Trauerkundgebung “Wir sind Charlie – Für Freiheit und Vielfalt“ des Bündnisses Köln stellt sich quer für die Opfer des islamistisch motivierten Terroranschlags auf die Redaktion der Satirezeitschrift Charlie Hebdo in Paris eine Rede, die überregional beachtet und rezipiert wurde. Kermani richtete seine Rede vor allem an die Muslime und ihrem so oft kommunizierten Argument, der Islam habe nichts mit Terror und Gewalt zu tun. Zugleich plädierte er dafür, der Barmherzigkeit wieder mehr Geltung zu verschaffen und vor allem frei zu bleiben.

### Dankesrede zur Verleihung des Friedenspreises des Deutschen Buchhandels (2015)
Kermanis bewegende Dankesrede Über die Grenzen – Jacques Mourad und die Liebe in Syrien wurde breit rezipiert und kontrovers diskutiert. Sie widmete sich in der Frankfurter Paulskirche dem christlichen Pater Jacques Mourad, der sich dem Islam verbunden fühlt, in Syrien von Terroristen des sogenannten Islamischen Staats aus dem Kloster Mar Elian entführt und von Muslimen wieder befreit werden konnte. Glaubenslehren, die sich offenbar erbittert gegenüberstehen: Islam und Christentum; nun aber als grenzüberschreitend dastehen. Kermani stellte die Schönheit und geistige Tiefe des Islam und zugleich den Terror im Namen des Islams in den Mittelpunkt seiner Rede, wobei auch die Verfehlungen des Westens im Umgang etwa mit Saudi-Arabien thematisiert wurde. Dazu beklagte er den fehlenden gesellschaftlichen Diskurs in unserem Land. Seine Rede beendete er mit einem Gebet für die Patres, für die Christen in Syrien und für die Freiheit in den Ländern des Nahen Ostens.

### DieKölner Botschaft, auchRheinische Botschaft(2015/16)
Kermani initiierte nach der Kölner Silvesternacht vom 31. Dezember 2015 auf den 1. Januar 2016, in der es vor allem am Kölner Hauptbahnhof und der Domumgebung zu zahlreichen sexuellen Übergriffen auf Frauen von Gruppen junger Männer vornehmlich aus dem nordafrikanischen und arabischen Raum kamen, die Kölner Botschaft, die zahlreiche prominente Kölner und Rheinländer unterzeichnet haben:
Keine Toleranz gegenüber sexueller Gewalt, Kampf gegen bandenmäßige Kriminalität, Konsequenzen aus dem Behördenversagen und Schluss mit fremdenfeindlicher Hetze.
Sie wurde in viele Sprachen übersetzt, darunter ins Arabische und Persische, wurde international beachtet und führte zu zahlreichen Bürgerdialogen. Mit Bezug auf diese Botschaft wurde Kermani 2017 der Bürgerpreis der deutschen Zeitungen verliehen.

### Rede an der Ludwig-Maximilians-Universität München (2017)
In einer Rede zum zwanzigjährigen Bestehen des Lehrstuhls für Jüdische Geschichte und Kultur an der LMU München berichtete Kermani von seinem Empfinden während eines Besuches des Vernichtungslagers KZ Auschwitz und davon, wie das Leben und Arbeiten in der deutschen Sprache eine Verantwortung für die Verbrechen des Zweiten Weltkrieges mit sich bringt.

### Stellungnahme zur Ausladung von Lisa Eckhart (2020)
Bei der Eröffnung des Hamburger Harbourfront-Literaturfestivals im September 2020 kritisierte er zwei Autoren, die es abgelehnt hatten, mit Lisa Eckhart auf der Bühne zu stehen, was laut Kermani zur Ausladung von Eckhart führte. Eckhart sei wegen ihres Debütromans Omama eingeladen worden, und „[…] die Bühne ist ein öffentlicher Raum, und indem eine unabhängige Jury ihren Roman ausgewählt hat, stand ihr das gleiche Recht zu, diesen öffentlichen Raum zu betreten […].“

Die beiden Autoren stellten klar, dass sie die Ausladung von Eckhart nicht wollten.

### Stellungnahme zum generischen Maskulinum (2022)
2022 hat Kermani, aus der Perspektive eines Schriftstellers, in der Wochenzeitung Die Zeit seine Position zum generischen Maskulinum vorgelegt. In diesem Essay bemerkt er, dass das Deutsche die einzige Sprache ist, „aus der die geschlechtsneutrale Verwendung maskuliner Substantive und Pronomen ganz verschwinden könnte.“ Er bedauert dies zutiefst, weil das generische Maskulinum „sehr viel sprachliche Differenzierung“ erlaube, während der Verzicht darauf die Sexualisierung der Sprache befördern und seine Abschaffung „die Gleichberechtigung keinen Schritt voranbringen“ werde. Während z. B. deutsche Autorinnen sich, wo sie nicht ihr Geschlecht herausstellen wollten, noch in den 1970er Jahren selbstverständlich als „Autoren“ bezeichnet haben, sei das generische Maskulinum heute auf dem Rückzug und werde vielfach nicht mehr verstanden:

„Ein Sprachwissenschaftler kann noch so häufig darauf verweisen, dass etwa ein Wort wie »Leser« ein Gattungsbegriff ist und man genau genommen von männlichen Lesern sprechen müsste, wenn ausschließlich Männer gemeint sind – sobald niemand mehr im Wort »Leser« die Leserinnen mithört, hat der Wissenschaftler allenfalls sprachgeschichtlich recht.“

Die einzigartige stilische Leistung des generischen Maskulinums liegt nach Kermani darin, dass es „den vielfältigen Übergängen, Überschneidungen und Ambivalenzen“, die das Menschsein ausmachen, ungleich viel besser gerecht werde als solche sprachlichen Ausdrucksmittel, die allem und jedem ein biologisches Geschlecht zuweisen. „Sprache […] kategorisiert, das ist ihre Natur als Zeichensystem; das heißt, sie ordnet die vielfältige, ambivalente, in ihrer Komplexität letztlich unendliche Erfahrungswelt einer notwendig begrenzten Anzahl von Begriffen zu. […] Sprache sagt Mann und Frau, obwohl alle Weisheitslehren auf die eine oder andere Weise die Einsicht bereithalten, dass keine menschliche Natur und schon gar nicht unsere Sexualität in eine starre geschlechtliche Dichotomie passt. […] Geschlechtszuschreibungen gehen nicht in zwei, sie gehen aber auch nicht in 27 Kategorien auf.“ Mit dem generischen Maskulinum liege im Deutschen ein Ausdrucksmittel vor, das auf solche Zuschreibungen gänzlich verzichte, so dass Kermani Parallelen zum Persischen sieht, das gar kein Genus kennt und Schriftstellern dadurch u. a. eine homoerotische Dichtung erlaubt, in der gänzlich offen bleiben kann, ob der oder die Geliebte gemeint ist. Im Deutschen dagegen müsse zumindest in der Prosa das Geschlecht des oder der Geliebten stets offenbart werden, was der Einbildungskraft des Lesers kostbaren Raum nehme. Andererseits lasse das generische Maskulinum im Deutschen oft aber Nuancierungen zu, die in anderen Sprachen nicht möglich wären: „Wenn ich etwa eine Mail an meine Freunde verschicke, um sie zu meinem Geburtstag einzuladen, dann rede ich sie bewusst nicht als Freundinnen und Freunde an.“ Die Verwendung des generischen Maskulinums werde oft als Provokation, also als Gegenteil dessen verstanden, was es tatsächlich leiste: einen Verzicht auf Sexualisierung. Gleichzeitig entscheide er sich selbst für eine das männliche und weibliche Geschlecht einbeziehende Anrede aus Gründen der Höflichkeit, wo das generische Maskulinum als Affront wahrgenommen würde.

„Wenn eine männliche grammatische Form die geschlechtliche Identität gerade nicht mehr überginge, sondern im Gegenteil überbetonte, wäre das generische Maskulinum endgültig tot.“

## Ehrenamtliches Engagement
1994 hat Kermani in Isfahan, der Heimatstadt seiner Eltern, ein Sprach- und Kulturzentrum gegründet und bis 1997 geleitet, das 1997 aufgrund der Verschlechterung im deutsch-iranischen Verhältnis schließen musste.
Im Herbst 2014 hat Kermani die Schirmherrschaft Willkommen für Flüchtlinge über die Projekte Ehrenamt und Flüchtlinge der Kölner Freiwilligenagentur übernommen, die zusammen mit dem Kölner Flüchtlingsrat angeboten werden.

## Auszeichnungen und Mitgliedschaften
- 2000: Ernst-Bloch-Förderpreis für sein Buch Gott ist schön: Das ästhetische Erleben des Koran (1999)[118]
- 2003: Jahrespreis der Helga-und-Edzard-Reuter-Stiftung[119]
- 2004: Schwarzkopf-Europa-Preis der Schwarzkopf-Stiftung Junges Europa[120]
- 2007 Mitglied der Deutschen Akademie für Sprache und Dichtung[121]
- 2008: Stipendiat in der Villa Massimo in Rom[122]
- 2009: Hessischer Kulturpreis[123]
- 2011: Buber-Rosenzweig-Medaille[124]
- 2011: Hannah-Arendt-Preis[125]; Laudatio Marie Luise Knott[126]
- 2011: Nominierung des Romans Dein Name für den Deutschen Buchpreis[127]
- 2012: Ehrenpreis des Kölner Kulturpreises 2012[128]
- 2012: Kleist-Preis für Dein Name (2011)[129][130]
- 2012: Cicero-Rednerpreis[131]
- 2014: Gerty-Spies-Literaturpreis[132]
- 2014: Joseph-Breitbach-Preis mit Bezug zu Dein Name (2011)[133]
- 2014: Deutscher Dialogpreis des BDDI[134]
- 2015: Ordentliches Mitglied der Nordrhein-Westfälischen Akademie der Wissenschaften und der Künstein der Klasse der Künste[135]
- 2015: Friedenspreis des Deutschen Buchhandels[2]
- 2016: Marion-Dönhoff-Preis für internationale Verständigung und Versöhnung[136]
- 2017: ECF Princess Margriet Award for Culture der European Cultural Foundation[137]
- 2017: Hermann-Sinsheimer-Preis der Stadt Freinsheim[138]
- 2017: Bürgerpreis der deutschen Zeitungen[139], dazu die Laudatio von Wolf Lepenies:[140]
- 2017: Staatspreis des Landes Nordrhein-Westfalen; Laudatio: Wolfgang Schäuble[141]
- 2018: Samuel-Bogumil-Linde-Preis; Laudatio: Joachim Gauck[142]
- 2020: Friedrich-Hölderlin-Preis der Stadt Bad Homburg[143]
- 2021: Berufung als Ehrenmitglied in das Kuratorium des Vereins der Freunde und Förderer des WDR Sinfonieorchesters[144]
- 2021: Ehrenpreis des österreichischen Buchhandels für Toleranz in Denken und Handeln[145]
- 2022: Ehrendoktorwürde der Philosophischen Fakultät der Universität Siegen[146][147]
- 2023: Hans-Ehrenberg-Preis[148]
- 2023: Winfried-Preis der Stadt Fulda[149]
- 2023: Mitglied der Autorenvereinigung PEN Berlin[150]
- 2024: Thomas-Mann-Preis[151]

## Veröffentlichungen (Auswahl)

### Monographien
- Gott ist schön: Das ästhetische Erleben des Koran (zugleich Dissertation 1998 Rheinische Friedrich-Wilhelms-Universität Bonn). C.H. Beck, München 1999, ISBN 3-406-44954-9.
- Iran: Die Revolution der Kinder. C.H. Beck, München 2000, ISBN 3-406-47399-7; 3. Auflage 2015.
- Das Buch der von Neil Young Getöteten. Ammann, Zürich 2002, ISBN 3-250-60039-3.
- Dynamit des Geistes. Martyrium, Islam und Nihilismus. Wallstein, Göttingen 2002, ISBN 3-89244-622-9.
- Schöner neuer Orient: Berichte von Städten und Kriegen. 2. Auflage, C.H. Beck, München 2003, ISBN 3-406-50208-3.
- Vierzig Leben. Ammann, Zürich 2004, ISBN 3-250-60068-7, Neuauflage Rowohlt, Hamburg 2018, ISBN 978-3-499-27313-1.
- Der Schrecken Gottes: Attar, Hiob und die metaphysische Revolte (zugleich Habilitationsschrift 2006). C.H. Beck, München 2005, ISBN 3-406-53524-0.
- Du sollst. Ammann, Zürich 2005, ISBN 3-250-60079-2.
- Strategie der Eskalation. Der Nahe Osten und die Politik des Westens. Wallstein, Göttingen 2005, ISBN 3-89244-966-X.
- Ayda, Bär und Hase. Picus, Wien 2006, ISBN 3-85452-886-8.
- Kurzmitteilung. Ammann, Zürich 2007, ISBN 978-3-250-60104-3.
- Wer ist Wir? Deutschland und seine Muslime. C.H. Beck, München 2009, ISBN 978-3-406-57759-8.
- Dein Name. Hanser, München 2011, ISBN 978-3-446-23743-8.
- Über den Zufall. Jean Paul, Hölderlin und der Roman, den ich schreibe. Hanser, München 2012, ISBN 978-3-446-23993-7.
- Vergeßt Deutschland! Eine patriotische Rede zur Eröffnung der Hamburger Lessingtage 2012. Ullstein, Berlin 2012, ISBN 978-3-550-08021-0.[152]
- Das Buch der von Neil Young Getöteten (= suhrkamp taschenbuch Band 4461). Suhrkamp, Frankfurt am Main 2013, ISBN 978-3-518-46461-8; 10. Auflage, 2023.
- Ausnahmezustand. Reisen in eine beunruhigte Welt. C.H. Beck, München 2013, ISBN 978-3-406-64664-5; 8. Auflage, 2016.
- Große Liebe. Hanser, München 2014, ISBN 978-3-446-24474-0.
- Album: Das Buch der von Neil Young Getöteten. Vierzig Leben. Du sollst. Kurzmitteilung. Hanser, München 2014, ISBN 978-3-446-24535-8.
- Zwischen Koran und Kafka. West-östliche Erkundungen. C.H. Beck, München 2014, ISBN 978-3-406-66662-9.
- Ungläubiges Staunen. Über das Christentum. 9. Auflage. C.H. Beck, München 2016, ISBN 978-3-406-68337-4. Rezensionen:[153][154]
- Einbruch der Wirklichkeit. Auf dem Flüchtlingstreck durch Europa. Photographien von Moses Saman. C.H. Beck, München 2016, ISBN 978-3-406-69208-6.
- Sozusagen Paris. Hanser, München 2016, ISBN 978-3-446-25276-9.
- Entlang den Gräben. Eine Reise durch das östliche Europa bis nach Isfahan. C.H. Beck, München 2018, ISBN 978-3-406-71402-3. Übersetzt ins Slowenische von Tanja Petrič.  Ob jarkih - potovanje čez Vzhodno Evropo do Isfahana
- Morgen ist da: Reden, C.H. Beck, München 2019, ISBN 978-3-406-73942-2.
- Jeder soll von da, wo er ist, einen Schritt näher kommen. Fragen nach Gott. Hanser, München 2022, ISBN 978-3-446-27144-9.[155]
- Was jetzt möglich ist. 33 politische Situationen. C.H. Beck, München 2022, ISBN 978-3-406-79023-2.
- Das Alphabet bis S. Roman. Hanser, München 2023, ISBN 978-3-446-27745-8. Rezension von Shirin Sojitrawalla:[156]; Rezension von Diedrich Diederichsen:[157]
- In die andere Richtung jetzt. Eine Reise durch Ostafrika. C.H. Beck, München. 2024, ISBN 978-3-406-81969-8. Rezension von Wolfram Schütte:[158]
- mit Mehrdad Zaeri (Illustrationen): Zu Hause ist es am schönsten, sagte die linke Hand und hielt sich an der Heizung fest. Hanser, Berlin 2025, ISBN 978-3-446-28260-5.
- Wenn sich unsere Herzen gleich öffnen. Über Politik und Liebe. C.H. Beck, München 2025, ISBN 978-3-406-83887-3.

### Korrespondenzen
- mit Natan Sznaider: Israel. Eine Korrespondenz. Hanser, München 2023, ISBN 978-3-446-28070-0. Rezension von Thomas Ribi:[159]

### Artikel und Aufsätze (Auswahl)
- Merkur Heft 904, September 2024: "ÜBERLEGEN, WAS HILFT". Gespräch über die Lage nach dem 7. Oktober, von Navid Kermani und Natan Sznaider
- Vom Murmeln koranischer Suren in protestantischen Gymnasien. Aus Katharina Mommsens wegweisender Studie über das Verhältnis Goethes zum Islam sind jetzt zentrale Kapitel neu herausgegeben. In: Frankfurter Rundschau. 6. Oktober 2001.
- Sprich leise und mach die Poesie zu deiner Waffe. Wie Osama bin Laden den Propagandakrieg führt – und zu gewinnen droht. In: Süddeutsche Zeitung. 11. Oktober 2001.
- Moorhühner und Moneten. Kriegsführung in Afghanistan – und was man daraus nicht lernt. In: Süddeutsche Zeitung. 23. November 2001.
- Der Duft des Aufbruchs liegt in der Luft. Die israelische Friedensbewegung teilt sich, um zu siegen. In: Süddeutsche Zeitung. 12. Februar 2002.
- Der Sinn, den nur die Sinne erfassen. Zur Übersetzbarkeit des Korans. In: NZZ. 10. August 2002.
- Der Sheriff und sein Hinterhof | Amerika geht es im Irak nur um die Expansion seiner Macht (Memento vom 21. September 2007 im Internet Archive) In: Süddeutsche Zeitung. 5. September 2002.
- Eine Schrift zwischen zwei Buchdeckeln. Plädoyer für ein Ende des Surenpingpong: Der Koran ist – wie die Bibel – nur in der Gesamtheit seiner Aussagen zu begreifen. In: Süddeutsche Zeitung. 4. Februar 2003.
- Die Alternative. Wer den Krieg ablehnt, muss dem Irak eine Perspektive zeigen. In: Süddeutsche Zeitung. 27. Februar 2003.
- Von Europa lernen. Demokratie im Irak: Die Frage ist nicht „ob“ – sondern „wie“. In: Süddeutsche Zeitung. 16. April 2003.
- Moderne und Islam. In: 25 Jahre Wissenschaftskolleg zu Berlin. 1981–2006. herausgegeben von Dieter Grimm. Akademie-Verlag, Berlin 2006, ISBN 3-05-008377-8, S. 229–242.
- Die Möglichkeit des Romans – Laudatio auf Martin Mosebach zur Verleihung des Georg-Büchner-Preises 2007. In: Perlentaucher.de, Abdruck als: Kampf gegen Windmühlen. Mosebach und der Roman. In: Navid Kermani: Zwischen Koran und Kafka. 2. Auflage. C.H. Beck, München 2015, S. 316–325.
- Dreimal Beten – Zuerst: der Muslim. In: Vatican Magazin. Heft 1/2009. (PDF-Datei; 136 kB)
- Dankesrede zur Verleihung des Hannah Arendt-Preises für politisches Denken 2011 (PDF; 233 kB), Bremer Rathaus, 2. Dezember 2011.
- Reisebericht aus dem Irak: Im Herzen der Schia. In: Der Spiegel. Nr. 39, 2014, S. 112–117 (online – 22. September 2014)., Die Zukunft ist vorbei. In: Der Spiegel. Nr. 40, 2014, S. 132–136 (online – 29. September 2014)., Warum? In: Der Spiegel. Nr. 41, 2014, S. 144–149 (online – 6. Oktober 2014).
- Jacques Mourad und die Liebe in Syrien. Rede zur Verleihung des Friedenspreises des Deutschen Buchhandels. Video ZDF; Text, Frankfurter Allgemeine Zeitung. 19. Oktober 2015.

### Hörbücher
- Was jetzt wichtig ist. Dankesrede Dönhoff Preis, Dankesrede Staatspreis Nordrhein-Westfalen, Trauerrede für Rupert Neudeck, Rede zum 20. Jahrestag des Lehrstuhls für jüdische Geschichte und Kultur (Ungekürzte Autorenlesung). Argon, Berlin 2020, ISBN 978-3-8398-7124-9.
- Jens Harzer liest Navid Kermani: In die andere Richtung jetzt. Eine Reise durch Ostafrika. Aargon, Berlin 2024, ISBN 978-3-7324-7601-5.

### Reden
- Dankrede zur Verleihung des Thomas-Mann-Preises 2024:  Es kann noch schrecklich viel passieren. Wie ich 1978, ein Jahr vor der Islamischen Revolution, Ajatollah Chomeini in Paris begegnete
- Navid Kermanis Rede beim "Demokratiekonzert" zur Eröffnung der Saison im Leipziger Gewandhaus 2024: Orchesterkonzerte. Ein Kontinent, auf dem man sich ohne Pässe bewegt

### Audios
- Deutschlandfunk (DLF) Kulturfragen vom 21. September 2014: „In Bagdad lachen sie nicht mehr“, Navid Kermani im Gespräch mit Kersten Knipp
- DLF (Deutschlandfunk) Kulturfragen vom 31. Januar 2016: Navid Kermani. Auf dem Flüchtlingstreck durch Europa, Navid Kermani im Gespräch mit Holger Heimann
- WDR 3 (Westdeutscher Rundfunk) Tischgespräch vom 27. November 2019
- Deutschlandfunk Essay und Diskurs vom 12. April 2020: Ins Licht geschrieben (2/3): Erweckung der Toten – Peter Altenberg und mein Bücherregal
- WDR 3 (Westdeutscher Rundfunk) Mosaik Samstagsgespräch vom 22. Januar 2022: Navid Kermani über sein Verhältnis zu Gott
- Vollständige Mitschnitt eines Gesprächs zwischen Navid Kermani und dem Regisseur Roberto Ciulli anläßlich der Buchpräsentation von »Der fremde Blick – Roberto Ciulli und das Theater an der Ruhr« am 7. November 2021 in der Berliner Akademie der Künste am Hanseatenweg auf youtube.de
- Deutschlandfunk Kultur Im Gespräch vom 15. April 2022: Schriftsteller Navid Kermani im Gespräch mit Susanne Führer
- Deutschlandfunk Kulturfragen. Debatten und Dokumente vom 4. Februar 2024: Warum ist dieser Krieg vergessen? Der Schriftsteller Navid Kermani über den Südsudan im Gespräch mit Anja Reinhardt
- Deutschlandfunk Hintergrund vom 30. Dezember 2007 - Archiv: Das Deutsche und das Fremde, von Navid Kermani
- Juli Zeh spricht mit Navid Kermani über sein Buch “Das Alphabet bis S”. The Pioneer Literatur-Podcast Edle Federn vom 30. Juni 2024, 63′22″
- Deutschlandfunk Klassik-Pop-et cetera vom 21. Dezember 2024: Am Mikrofon: Der Schriftsteller Navid Kermani „Hoffnung liegt allein in der Musik“